# Угринівське родовище вапняків
Угринівське родовище вапняків — скупчення корисної копалини. Розташоване за 1 км від с. Угринів Тернопільського району Тернопільської області. Обстежене 1985 ДГП «Західукргеологія».
Вапняк літотамнієвий середньої потужності 20 м, використовується для виробництва вапна і вапнякового борошна.
Запаси вапняку — близько 3000 м³. Родовище не розробляють.